# حنان الشقراني
حنان الشقراني هي ممثلة ومذيعة تونسية.

## النشأة والمسيرة
عملت لعدة سنوات في قناة الحوار التونسي حيث كانت معلقة في برنامج «لتسقط الأقنعة» واستقالت من القناة في 2019.

## أعمالها

### الأفلام
- صابون نظيف (فيلم قصير)، (إخراج مالك عمارة)، 2018.
- الدنيا أحلى (فيلم قصير)، (نص وإخراج : شيراز البوزيدي)، 2014.

### مسلسلات
- نواصي وعتب، (نص: علالة نوايرية، إخراج: عبد القادر الجربي وإنتاج التهامي الكشباطي)، 2006.
- نجوم الليل، (نص مهدي نصرة، وسامية عمامي وسعد بن حسين وعبد الحكيم عليمي وإخراج مديح بالعيد وأمير الماجولي وجميل النجار وقيس ناجي، (ساعد في الإنتاج محرز حسني)، (ساعدت في تدريب الممثلين)، 2009.
- سجن بريكة (سيتكوم)، (نص إلياس مساعد وعادل ولهازي، إخراج برهان بن حسونة وإنتاج مهدي نصرة)، (ضيفة شرف) (مسلسل كوميدي)، 2009.
- نسيبتي العزيزة، (ضيفة شرف الموسم 2) (نص فرحات هنانة

```
وسفيان الشعري
 
ويونس الفارحي
 وإخراج: 
صلاح الدين الصيد
)، 
2011
.
```

- ديبانيني (سيتكوم)، (ضيفة الحلقات) (إخراج: حاتم بلحاج)، 2012.
- مقهى المكسيك (سيتكوم)، (ضيفة الحلقات) (فكرة فرحات الجويني ونص نزار بن بلقاسم وإخراج: رفيق المؤدب) (مسلسل كوميدي)، 2012.
- باب الحارة 2100 (سيتكوم)، (دور: أم لطف) (نص أسامة عبد القادر وإخراج: هيفاء عرار وأنيس بن دالي) (مسلسل كوميدي)، 2012.
- الزوجة الخامسة، (ضيفة شرف الحلقات 4 و14 و15) (إخراج: الحبيب المسلماني ونص جمال الدين خليف) بدور شامة زوجة عليّة، 2013.
- سكول، (الموسم 1)، (دور: مدام منيرة billet) (مسلسل كوميدي) (إخراج : زياد اليتيم، نص مالك بلحاج وإنتاج رانيا القابسي)، 2014.
- بوليس حالة عادية (الجزء الأول)، (نص إبراهيم اللطيف وساعد في الكتابة وقام بالإخراج: مجدي السميري)، 2015.
- دنيا أخرى، (الموسم 1)، (دور: لميس) (نص بلال الميساوي وساعد في الكتابة وقام بالإخراج: سامي الفهري وقيس شقير وممدوح عبد الغفار)، 2016.
- دنيا أخرى، (الموسم 2)، 2017.
- اللي ليك ليك، (الموسم 1)، (نص سليم بن إسماعيل وخليل بن جويرة وباديس السافي وساعد في الكتابة وقام بالإخراج: قيس شقير وقيس ناجي)، 2018 (مسلسل كوميدي)
- دنيا أخرى، (الموسم 3)، 2018.
- اللي ليك ليك، (الموسم 2)، 2019 (مسلسل كوميدي).

### مسرحيات
- الطُرح، 2009 (نص جون جيني وإخراج: غازي الزغباني) (شاركت فاطمة الفالحي في التمثيل)
- شريفة وعفيفة، 2014 (إخراج: محمد منير عرقي / نص: نوفل سعّاف) (شاركت منال عبد القوي في التمثيل)

### برامج تلفزيونية
- كلام الناس، الحوار التونسي، 2013 - 2017 (المذيع الرئيسي: علاء الشابي)
- ليميسيون (L'émission)، التاسعة، 2018 (المذيع الرئيسي: أمين قارة)
- لتسقط الأقنعة (Bas Les Masques)، الحوار التونسي، 2019 (المذيع الرئيسي: أمين قارة)

### برامج إذاعية
- راف ماغ (Raf Mag)، إذاعة إي أف أم مع رفيق بوشناق، مقدمة فقرة «ميكرو» (Micro)

### الظهور في البرامج التلفزيونية
- تاكسي، التونسية، 2013 (ضيفة الحلقة 2)
- الإنجليزي، قناة تونسنا، 2014 (ضيفة الحلقة 8)
- غنّي للجمعية، الحوار التونسي، 2015 (ضيفة) (المذيع الرئيسي: سامي الفهري)
- حكايات تونسية، الحوار التونسي، 2017 (ضيفة الحلقة 6)
- فكرة سامي الفهري، الحوار التونسي (الحلقة 8)
- نهار الأحد ما يهمك في حد، الحوار التونسي، 2017 (المذيع الرئيسي: نضال السعدي).

## وصلات خارجية
- حنان الشقراني على موقع IMDb (الإنجليزية)
- حنان الشقراني على موقع قاعدة بيانات الأفلام العربية

- الشقراني في قاعدة بيانات الأفلام العربية